# Capitania de Goiás
A Capitania de Goiás (na grafia arcaica Capitania de Goyaz) foi criada em 9 de maio de 1748, desmembrando-se da Capitania de São Paulo. Sua capital foi a vila de Vila Boa de Goiás, hoje chamada apenas cidade de Goiás.
Até 1816 incorporava o território do Sertão da Farinha Podre, que foi anexado a Minas Gerais por pressão dos fazendeiros de Araxá.
Em 1808 Dom João VI criou por meio de um despacho a capitania-comarca de São João das Duas Barras estabelecendo a capital nas freguesias de Barra do Tacay-Una (atual Marabá) e Vila de Palma (atual Paranã). Esta compreendia os territórios do estados brasileiros do Tocantins, na época Capitania de Goiás, e a porção sul da capitania do Grão-Pará. Em 1814 São João das Duas Barras perde o status de capitania, vinculando-se administrativamente a capitania de Goiás.
Em 28 de fevereiro de 1821 torna-se uma província, que viria a ser o atual estado de Goiás. Tocantins se tornaria estado, formado por grande parte do norte de Goiás, em 1989.

## Governadores

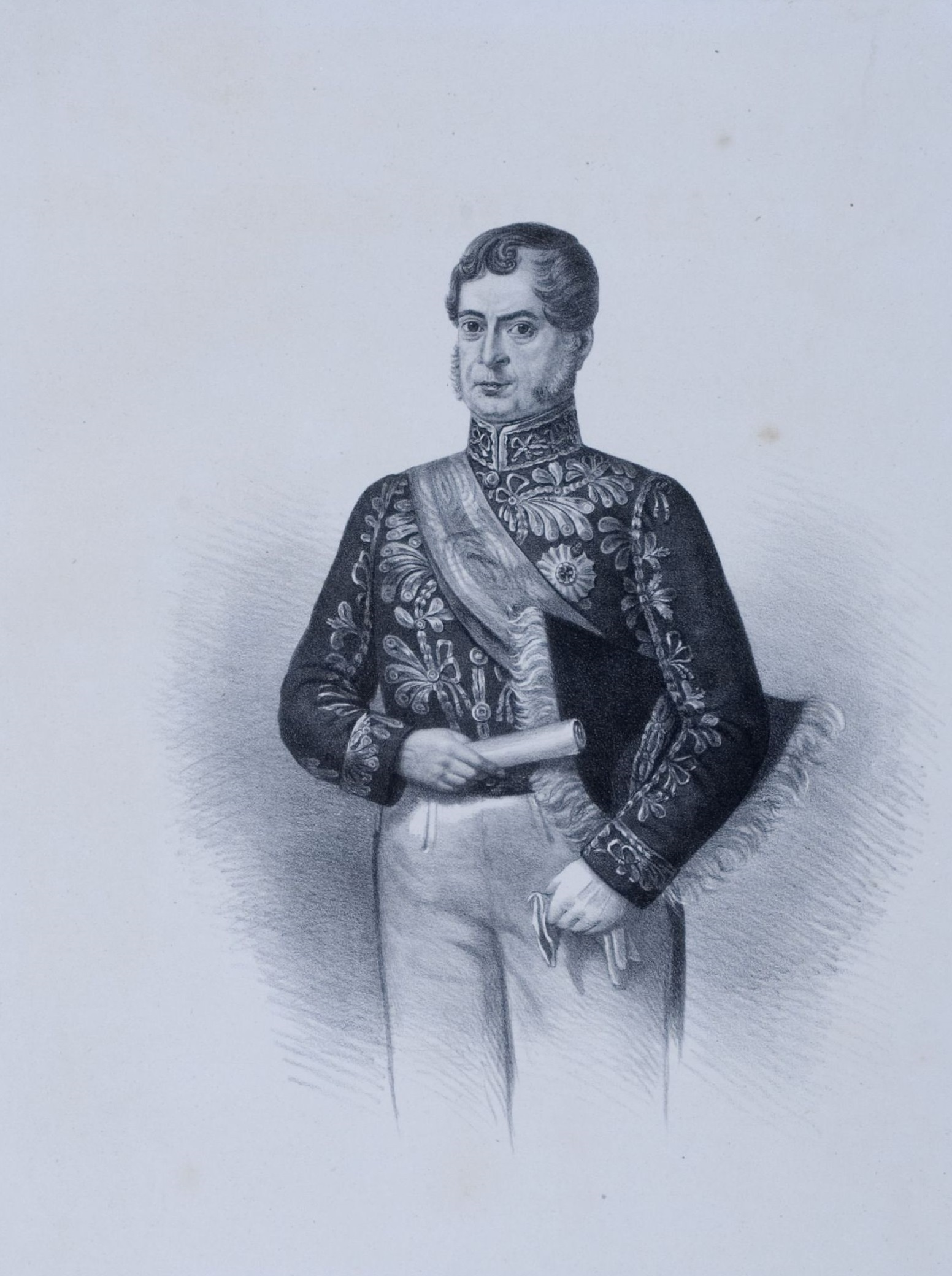
Retrato em litografia de D. Francisco de Assis Mascarenhas. O 11º governador de Goiás.

| Nº | Nome | Início do mandato       | Fim do mandato          |
| 1  | Marcos José de Noronha e Brito | 8 de novembro de 1749   | 31 de agosto de 1755    |
| 2  | Álvaro Xavier Botelho de Távora | 31 de agosto de 1755    | 7 de julho de 1759      |
| 3  | João Manuel de Melo | 7 de julho de 1759      | 13 de abril de 1770     |
| 4  | Antônio José Cabral d'Almeida Antônio Tomás da Costa Damião José de Sá Pereira | 13 de abril de 1770     | 15 de agosto de 1770    |
| 5  | Antônio Carlos Xavier Furtado de Mendonça | 15 de agosto de 1770    | 26 de julho de 1772     |
| 6  | José de Almeida Vasconcelos Soveral e Carvalho | 26 de julho de 1772     | 17 de maio de 1778      |
| 7  | Antônio José Cabral de Almeida João Pinto Barbosa Pimentel Pedro da Costa | 17 de maio de 1778      | 16 de outubro de 1778   |
| 8  | Luís da Cunha Meneses | 16 de outubro de 1778   | 27 de junho de 1783     |
| 9  | Tristão da Cunha Meneses | 27 de junho de 1783     | 25 de fevereiro de 1800 |
| 10 | João Manuel de Meneses | 25 de fevereiro de 1800 | 27 de fevereiro de 1804 |
| 11 | Francisco de Assis Mascarenhas | 27 de fevereiro de 1804 | 28 de novembro de 1809  |
| 12 | Fernando Delgado Freire de Castilho | 28 de novembro de 1809  | 2 de agosto de 1820     |
| 13 | Antônio José Marques da Costa Silva Luís Antônio da Silva e Sousa Álvaro José Xavier | 2 de agosto de 1820     | 4 de outubro de 1820    |
| 14 | Manuel Inácio de Sampaio e Pina Freire | 4 de outubro de 1820    | 30 de dezembro de 1821  |
| 15 | Manuel Inácio de Sampaio e Pina Freire Antônio Pedro de Alencastre Paulo Couceiro d'Almeida Homem Francisco Xavier dos Guimarães Brito e Costa Luís da Costa Freire de Freitas João José do Couto Guimarães Inácio Soares de Bulhões | 30 de dezembro de 1821  | 8 de abril de 1822      |

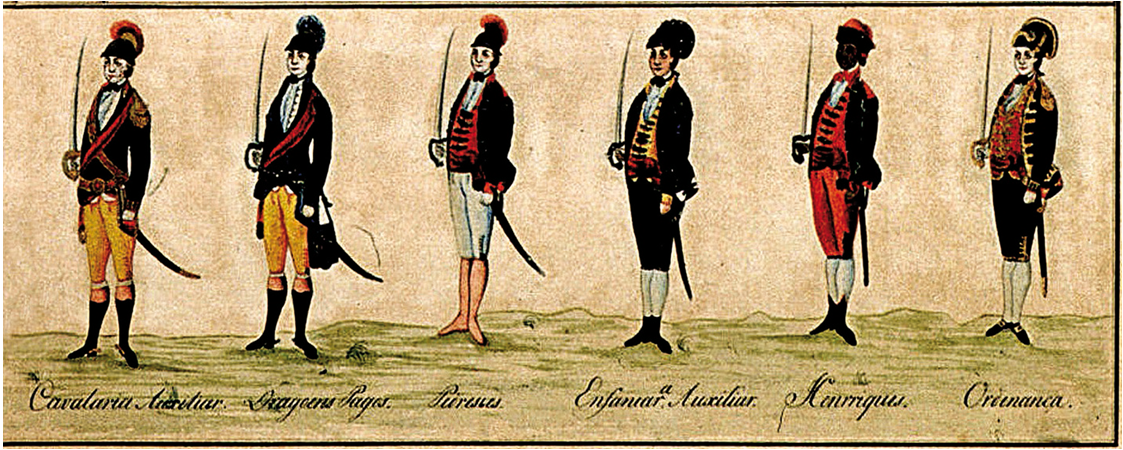
Militares das tropas da Capitania de Goiás em 1782: Cavalaria auxiliar, Dragões pagos, Pedestres, Infantaria Auxiliar, Henriques (negros livres) e Ordenança.